# Institut polytechnique de Viseu
L'institut polytechnique de Viseu (IPV) est un établissement public d'enseignement supérieur portugais fondé en 1979 à Viseu et Lamego.
Il est le premier et seul établissement public d'enseignement supérieur du district, marquant ainsi une étape importante du développement de la région de Viseu.

## Organisation
L'institut polytechnique possède cinq écoles d'enseignement :
- Viseu
  - École supérieure Agraire
  - École supérieure d'Éducation
  - École supérieure de Santé
  - École supérieure de Technologie et Gestion
- Lamego
  - École supérieure de Technologie et Gestion